# Pandes (Cepiring)
Pandes is een bestuurslaag in het regentschap Kendal van de provincie Midden-Java, Indonesië. Pandes telt 2614 inwoners (volkstelling 2010).